# Su íntimo secreto
Su íntimo secreto  es una película en blanco y negro de Argentina dirigida por Julio Irigoyen que se estrenó el 15 de mayo de 1948 y que tuvo como protagonistas a Mercedes Carné, Felipe Dudán y Elvita Solán. Julio Irigoyen ( 1894 - 1967 ) fue un director que hizo películas simples y toscas. Incorporó a sus filmes cuadros musicales de manera sistemática y se le llamó el rey de las quickies de complemento (películas de bajo presupuesto y pobre resultado) era, según el crítico Alfredo Julio Grassi, un “hombre silencioso, modesto y de modales suaves” cuya mayor pasión fue nuestra cinematografía, a la que consagró toda su vida”.

## Sinopsis
Un desconocido llega a una estancia y todos sospechan que es para seducir a la mujer de la casa.

## Reparto
- Mercedes Carné	... 	Isabel
- Felipe Dudán	... 	Don Lisandro
- Elvita Solán	... 	Laurita
- Alfredo Arrocha	... 	Alfredo
- Héctor Miranda	... 	Alberto
- Perlita Nogueiro	... 	Alicia
- Alberto del Solar	... 	Juan Luis
- Enrique Vimo	... 	Médico
- María Esther Cáceres	... 	La Coneja
- Carlos A. Gordillo	... 	Hombre y Medio
- O.A. Binaghi	... 	Fito
- Carlos Coria	... 	Cantor

## Comentario
Manrupe y Portela escriben:

”De las pocas obras de un director prácticamente inédito. Probablemente sirva para sacar el modelo de su filmografía: excesivamente teatral, de bajos recursos, sobreactuada. Incluye escenas documentales de las cárceles cordobesas en un largo prólogo en primera persona. Interesante por lo primitivo.”